# Giovanni Starace
Giovanni Starace (Lecce, 1920 – 1973) è stato un militare italiano, insignito della medaglia d'oro al valor militare a vivente nel corso della seconda guerra mondiale.

## Biografia
Nacque a Lecce nel 1920, figlio di Giuseppe e Elvira Catalano. Dopo aver conseguito il diploma di maturità classica presso l'Istituto "Argento" di Lecce nel 1938, in quello stesso anno venne arruolato nel Regio Esercito per svolgere il servizio militare di leva, ammesso a frequentare il corso allievi ufficiali di complemento presso il 52º Reggimento fanteria "Alpi" a Spoleto. Nominato aspirante ufficiale nell’aprile 1939 ed assegnato al 47º Reggimento fanteria "Ferrara", fu promosso sottotenente in agosto e trasferito, nel settembre successivo, al 140º Reggimento fanteria "Bari". Nell'ottobre 1940, dietro sua domanda, fu inviato a frequentare i corsi presso la Scuola paracadutisti di Tarquinia, dove il 4 dicembre 1940, rimase gravemente ferito durante un lancio di addestramento. Al momento della fuoriuscita dal Caproni Ca.133 passò troppo vicini ad una delle tre eliche, finendo risucchiato da una di esse e urtandola gli venne amputato il braccio sinistro. Posto in congedo assoluto nell'agosto 1941, al termine del periodo di convalescenza riprese servizio a domanda. Nel settembre 1941 fu promosso tenente e nell'aprile 1942, in via eccezionale, ottenne di effettuare i lanci con paracadute equipaggiato con una speciale imbracatura che gli appositamente costruita per lui, che gli dava l'equilibrio necessario e lo avrebbe sostenuto durante l'atterraggio, riuscendo a brevettarsi. Al termine del corso fu destinato alla 185ª Divisione paracadutisti "Folgore", mobilitata, con la quale partì in volo per l'Africa Settentrionale Italiana nel luglio 1942. Nominato comandante dell'autogruppo divisionale, svolse anche nei momenti più critici della seconda battaglia di El Alamein i suoi speciali incarichi, meritandosi l'appellativo di "Enrico Toti dei paracadutisti". Rimasto ferito alla testa in combattimento venne ricoverato presso l'ospedale militare "La Busetta" di Tripoli il 17 novembre 1942 e successivamente rimpatriato a bordo di una nave ospedale. Dal 20 giugno 1943 venne posto in congedo assoluto. Nel luglio 1945 conseguì presso l’Università La Sapienza di Roma la laurea in giurisprudenza e, successivamente, fu assunto nell'Istituto Nazionale della Previdenza Sociale. Dopo la fine della guerra tornò in Puglia, a Castro Marina, vicino a Santa Maria di Leuca, nella sua casa natale, situata su un promontorio quasi a picco sul mare, circondata da piante secolari.
Nel 1967 ritrovò l'architetto Paolo Caccia Dominioni, ex-comandante del 31º Battaglione guastatori del genio, assegnato di rinforzo alla 185ª Divisione paracadutisti "Folgore" ai tempi di El Alamein, e poco tempo dopo gli commissionò la costruzione de “la Cappella della Folgore” a Pizzu Mucurune, orientata a 135° cioè dritta sul Sacrario militare italiano di El Alamein. Si spense nel 1973.